# Pfropfen (Pflanzen)

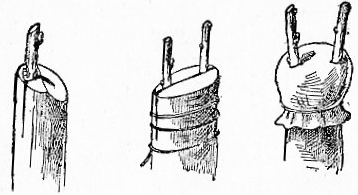
Spaltpfropfen

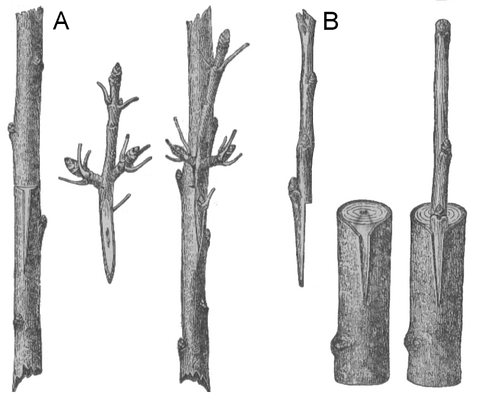
A: Rindenpfropfen bzw. seitliches Einspitzen, B: verbessertes Rindenpfropfen

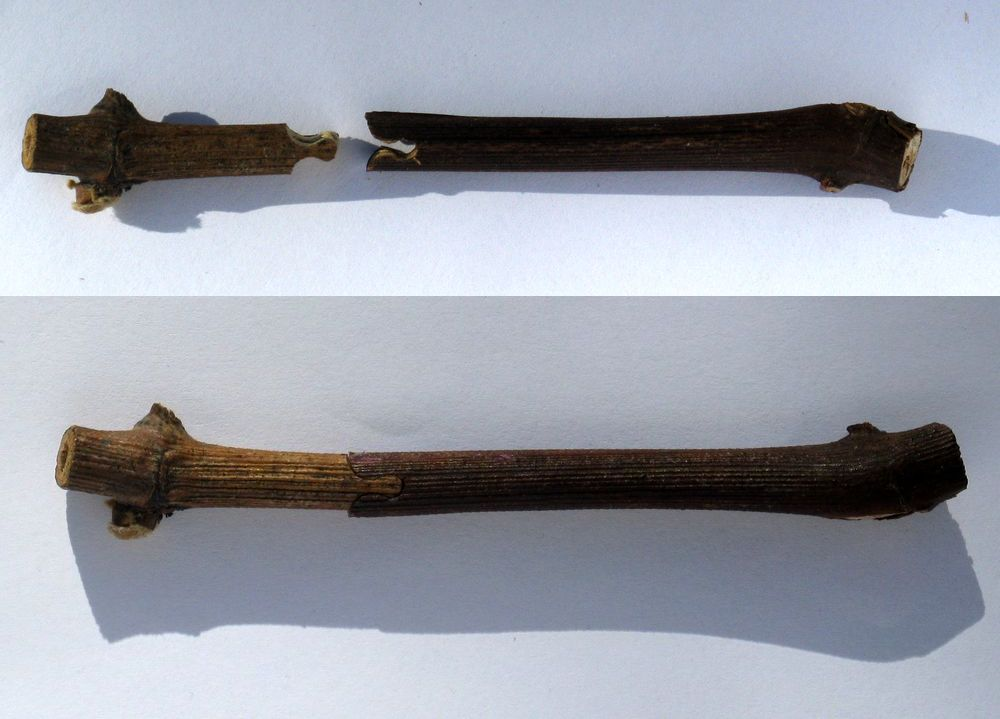
Omega-Pfropfen bei Weinreben

Das Pfropfen ist eine Art der Pflanzenveredelung, wobei ein Edelreis auf eine Unterlage gesteckt (gepfropft) wird. Die Veredelung beschränkt sich bei Gehölzen nicht nur auf die Kombination einer Unterlage mit einem einzigen Edelreis. Es werden regelmäßig zusätzliche Sorten auf die gleiche Unterlage veredelt, um entweder beispielsweise für ungünstige Standorte direkt eine Befruchtersorte (Pollenspender) zur Verfügung zu haben, oder aber um sogenannte „Naschbäume“ zu erhalten, bei welchen besonders für kleine Gärten auf einem Baum mehrere Sorten geerntet werden können. Auf der anderen Seite wird bei der Ammenveredelung einem Baum ein zweites Wurzelwerk einveredelt, um Fraß- und Frostschäden zu bekämpfen, oder eine falsche Unterlagenwahl auszugleichen.

## Gehölze
Das Pfropfen (von lateinisch propaginare), vor allem im Mittelalter auch „Pelzen“ (von lateinisch impelligare) genannt, wird bei verschiedenen Zier- und Obstbäumen genutzt. Zur Vermehrung oder zum Erhalt einer Einzelpflanze wird dabei ein Edelreis mit einer Unterlage zusammengefügt. Häufig wird dabei ein angespitzter Zweig in den ab- und eingeschnittenen Stamm einer Jungpflanze gesteckt. Dies geschieht von Hand oder mit einer Veredelungsmaschine über den sogenannten Omegaschnitt oder die Triangulation (Dreikantschnitt). Die Verbindung zweier bleistiftstarker Triebe (Kopulation) wird auch mithilfe eines Veredlungsmessers bewerkstelligt. Edelreiser und Unterlagen schneidet man so zu, dass sie mit Zunge und Einkerbung exakt ineinanderpassen und die Kambiumschicht dabei scharf beschnitten wird (ein Schnitt am Edelreis, ein Schnitt an der Unterlage, beide Teile zusammenfügen und mit einem speziellen Klebeband oder Veredlungsbast bzw. Veredlungsgummi fixieren).
Pfropfreis und aufnehmender Ast müssen gut passend geschnitten werden; die Wunde wird nach außen hin mit Baumwachs luftdicht abgeschlossen. Bei der professionellen Handveredelung und der Rebenveredelung wird auch geschmolzenes Wachs verwendet, in das die Pflanzen kopfüber getaucht werden, um sie luftdicht zu verschließen.
Die unter der Astrinde gelegene Bastschicht (das Kambium, die Wuchsschicht unter der Rinde) wächst dann zur Bastschicht des Edelreises hinüber, sodass nach einigen Wochen der Saft wieder fließen kann und die bis dahin ruhenden Knospen des 
Edelreises austreiben.

## Mehrfachbäume
Wird auf eine krankheitsresistente Grundsorte, etwa einer Birne, eine Edelsorte aufgepfropft, etwa die Williams-Christ-Birne, so können nach der Verzweigung des Stamms und der Ausbildung mehrerer Leitäste auf diese weitere Sorten aufgesetzt werden. So gelingt es, einen Baum zu gestalten, der dank vier und mehr aufgepfropfter Sorten während einer längeren Zeit im Jahr verschiedene Birnensorten trägt, wenn diese zu unterschiedlichen Zeiten reifen. Das Aufpfropfen einer anderen Sorte wird auch gemacht, um eine geeignete Pollenspender-Sorte im Baum zu haben und damit besseren Fruchtansatz zu gewährleisten.

## Weinreben
Im Bereich der Rebenveredelung (Wein) wird die Veredelung im Gewächshaus vorgetrieben, danach kommt die Pflanze für eine Vegetationsperiode ins Freiland. Die Wurzelbildung dieser Reben und das Anwachsen des Edelreises auf der Unterlage werden anschließend geprüft. Die guten, für das kommende Jahr pflanzfertigen Reben nennt man Pfropfreben. Hauptmotivation ist der Schutz vor der Reblaus.

## Sukkulenten

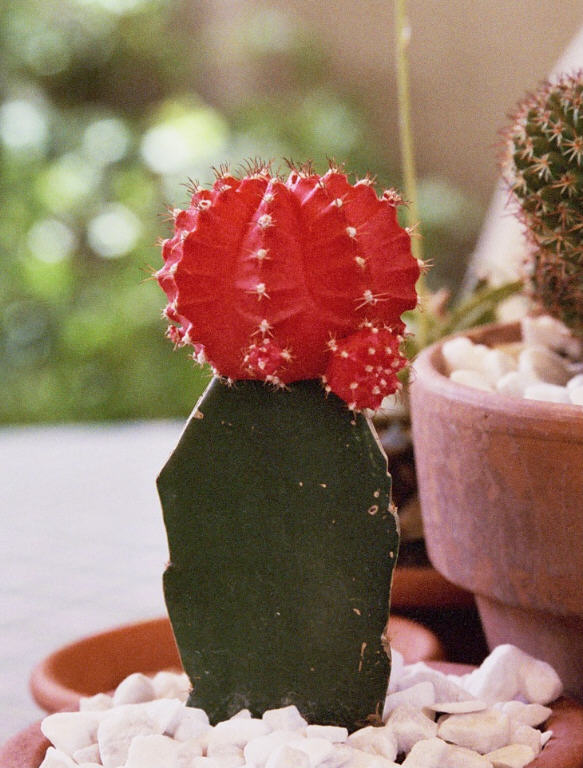
Gepfropftes Cultivar Hibotan von Gymnocalycium mihanovichii

Das Pfropfen von Kakteen zeigt deutliche Unterschiede zum Pfropfen von Gehölzen bezüglich der Funktion und Gestaltung. Die Pfropfung dient dazu, langsam wachsende oder schwer zu kultivierende Kakteen schneller und einfacher wachsen zu lassen, chlorophyllfreie Mutanten zu halten oder Kakteen nach eingetretener Wurzelfäule zu retten. Ein schnell wachsender und pflegeleichter Kaktus wie beispielsweise Echinopsis pachanoi oder Opuntia ficus-indica wird als Unterlage genutzt.
Hierauf werden langsam wachsende Arten von Gattungen wie Lophophora, Ariocarpus oder Astrophytum gepfropft, um das Wachstum zu beschleunigen und die Haltung ohne das empfindliche Wurzelwerk zu vereinfachen.
Chlorophyllfreie Mutationen von Kakteenarten wie beispielsweise von Gymnocalycium mihanovichii können ausschließlich als Pfröpflinge gezogen werden, da sie mangels Chlorophyll nicht zur Photosynthese in der Lage sind.
Um Infektionen durch Pilze oder Bakterien zu vermeiden, muss beim Pfropfen steril gearbeitet werden. Beide Pflanzenteile werden mit ihren Schnittflächen aufeinandergelegt und verwachsen innerhalb zweier Wochen.
Sukkulente Euphorbien werden oft nach dem gleichen Verfahren auf Euphorbia trigona gepfropft.